# アフトゥビンスク
アフトゥビンスク (Ахту́бинск, Akhtubinsk) は、ロシアのアストラハン州にある、アフトゥビンスキー地区の行政の中心地である。
ボルガ川の支流のアフトゥバ川の左岸に位置し、アストラハン州の行政の中心地であるアストラハンの北292キロメートルにある。人口は35,635人。

## 歴史
1959年に、Vladimirovka、Petropavlovskoye、Akhtubaの三つの入植地が合併して成立した。

## 行政
アフトゥビンスクはアフトゥビンスキー地区の行政の中心として機能している。5 つの農村と共にアフトゥビンスキー地区に組み込まれている。

## 経済
造船・修理工場、牛乳工場、食肉工場、ベーカリー、ミネラルウォーター工場などがある。
また、バスクンチャク湖から塩を抽出する工業団地であるバソルへの移送ポイントでもある。

### 交通機関
- ヴォルゴグラード-アストラハン道路
- アフトゥバ駅
- ウラジミロフスカヤ埠頭ターミナル
- アクトバ川の貨物港
- アフトゥビンスク空軍基地

## 軍事
- 州の飛行試験センターがあり、2012年には、開発中のSu-57の飛行試験のために設計された新しい滑走路が建設された。